# Federazione italiana consorzi enti industrializzazione
La Federazione Italiana Consorzi Enti Industrializzazione (FICEI ) è un'organizzazione di diritto privato senza scopo di lucro i cui associati sono i Consorzi per lo Sviluppo Industriale delle diverse Province italiane; la sede è in Via Uffici del Vicario adiacente a Piazza di Monte Citorio.
Ad oggi la federazione associa oltre 50 Consorzi e li sostiene nelle attività di promozione e sviluppo imprenditoriale.
Dal 2012 al 2015 insieme al Consiglio Nazionale delle Ricerche e all'Università degli Studi Roma Tre è stata impegnata nel progetto GENESI finanziato dal Ministero dello Sviluppo Economico nell'ambito RIDITT - Rete Italiana per la Diffusione dell'Innovazione e il Trasferimento Tecnologico alle imprese.
Nel 2013 ha festeggiato i 50 anni di attività.